# Berthold C. Haferland
Berthold C. Haferland (* 31. Mai 1934; † 4. August 2011) war ein deutscher Rechtspfleger und Heimatpfleger.
Er gehörte ab 1970 dem Vorstand des Verbandes der Rechtspfleger an, dessen stellvertretender Vorsitzender er bis 1983 war. 1993 wurde er aufgrund seiner Verdienste zum Ehrenmitglied dieses Verbandes ernannt.
In Hildesheim gehörte Berthold C. Haferland zu den Mitbegründern der Rechtspflegeausbildung. Die Niedersächsische Fachhochschule für Verwaltung und Rechtspflege wurde 1979 mit seiner Beteiligung gegründet, an der er fortan als Dozent wirkte. Daraus ging die Norddeutsche Hochschule für Rechtspflege hervor.
Nach der deutschen Wiedervereinigung wurde er in den Aufbaustab für die im neugebildeten Land Sachsen-Anhalt geschaffene Fachhochschule für öffentliche Verwaltung und Rechtspflege berufen. Mit seiner aktiven Beteiligung entstand diese Schule in Benneckenstein im Harz, deren Fachbereich Rechtspflege er als Regierungsdirektor bis zu seiner Pensionierung leitete.
Der Fußballclub Ruthe trägt jährlich einen Berthold C. Haferland-Cup aus.

## Werke (Auswahl)
- Praxis des Kostenrechts. Notariatskosten – Gerichtskosten in Handelsregistersachen, 1990